# Route nationale 657
La route nationale 657 ou RN 657 était une route nationale française reliant Saint-Pierre-de-Nazac à Moissac. À la suite de la réforme de 1972, elle a été déclassée en RD 957.

## Ancien tracé de Saint-Pierre-de-Nazac à Moissac (D 957)
- Saint-Pierre-de-Nazac, commune de Miramont-de-Quercy
- Sainte-Thècle, commune de Montesquieu
- Sécot, commune de Montesquieu
- Moissac